# Petyr Beron (1800–1871)
Petyr Beron (bułg. Петър Берон; ur. w 1799 lub w październiku 1800 w Kotle, zm. 21 marca 1871 w Krajowie) – bułgarski uczony.

## Życiorys
Studiował od 1825 na uniwersytecie w Heidelbergu. Po dwóch latach przeniósł się na uniwersytet w Monachium, gdzie ukończył medycynę. Po dziewięciu latach pracy w Krajowej przeniósł się do Paryża, gdzie poświęcił się studiowaniu całości ludzkiej wiedzy, publikując po francusku, niemiecku, angielsku i grecku. Jego najważniejsze dzieło to siedmiotomowa Panepisteme, gdzie Beron próbował stworzyć uniwersalny system naukowy. Prowadził również badania nad wyglądem Ziemi przed nadejściem potopu, a także nad dialektami języka bułgarskiego.

## Publikacje
- Systeme d'atmospherologie. Tom I. Bachelier, Paryż 1846
- Slawische Philosophie, enthaltend die Grundzüge aller Natur- und Moralwissenschaften, nebst einem Anhang. Ueber die Willensfreiheit und die Unsterblichkeit der Seele. in Commission in Friedrich Ehrlich's Buchhandlung, Praga 1855.
- Panépistéme. Physique simplifiée. Cz. I-IV. Paryż 1861–1864
- Panépistéme. Physique celeste. Cz. V--VII. Paryż 1866–1867
- Physico-Chimie. Tome I, Partie générale. J.B. Baillière, Paryż 1870

## Upamiętnienie
Jego wizerunek widnieje na banknocie o nominale 10 lewów. Na cześć Berona nazwano punkt Beron na wyspie Robert Island.